# Hans-Dieter Genau
Hans-Dieter Genau (* 15. Mai 1951 in Treffurt; † 24. August 1969 bei Treffurt) war ein Todesopfer an der innerdeutschen Grenze.

## Leben
Der Schüler Hans-Dieter Genau und sein Freund Harald S. beschlossen am Abend des 24. August 1969, durch die Werra in die Bundesrepublik zu schwimmen. Grenzsoldaten entdeckten sie und eröffneten das Feuer. Hans-Dieter Genau wurde tödlich in den Kopf getroffen und durch die Strömung über die Grenze getrieben. Seine Leiche entdeckte man am 31. August 1969 bei Wanfried. Nach der Obduktion des Leichnams wurde er am 3. September in die DDR überführt, dort musste die alleinerziehende Mutter einer Einäscherung und sofortigen Beisetzung zustimmen, ohne ihren Sohn noch einmal gesehen zu haben.
Genaus Freund Harald S. ist verletzt am Morgen des 25. August gefunden und in ein Krankenhaus gebracht worden. Er wurde wegen Republikflucht zu einer Freiheitsstrafe von einem Jahr und zehn Monaten verurteilt, die nach neun Monaten zur Bewährung ausgesetzt wurde.
Die Schützen wurden 1998 zu Jugendstrafen auf Bewährung verurteilt.